# Aleurocanthus spiniferus
Aleurocanthus spiniferus is een halfvleugelig insect uit de familie van de witte vliegen (Aleyrodidae) en de onderfamilie Aleyrodinae.
De wetenschappelijke naam werd gepubliceerd in 1903 door Quaintance.